# Arménie au Concours Eurovision de la chanson 2023
L'Arménie est l'un des trente-sept pays participant au Concours Eurovision de la chanson 2023, qui se tient du 9 au 13 mai 2023 à Liverpool au Royaume-Uni. Le pays est représenté par Brunette, avec sa chanson Future Lover, sélectionées en interne par le diffuseur arménien. Le pays se classe 14e avec 122 points lors de la finale.

## Sélection

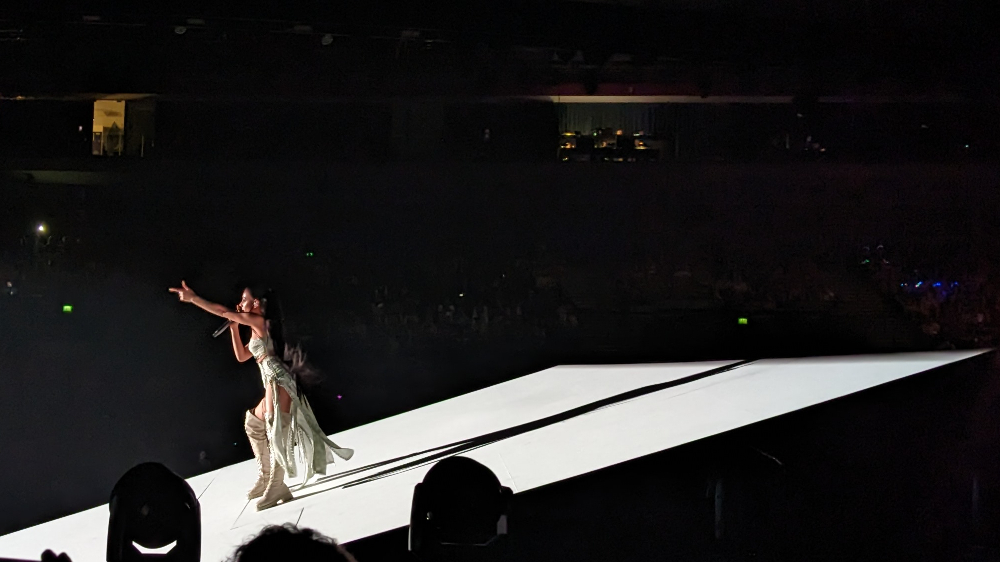
Brunette pendant la 2ème demi-finale

Le 25 janvier 2023, plusieurs médias arméniens rapportent que le pays aurait choisi en interne la chanteuse Brunette pour participer à l'Eurovision, une rumeur qui est confirmée le 1er février par le diffuseur Arménie 1. La chanson, intitulée Future Lover, sort quant à elle le 15 mars 2023.

## À l'Eurovision
L'Arménie participe à la première moitié de la seconde demi-finale, le jeudi 11 mai. Elle s'y classe 6e avec 99 points, se qualifiant donc pour la finale. Lors de celle-ci, elle termine à la 14e place avec 122 points.